# Ministère des Sports, de la Culture et du Patrimoine historique
Pour les autres articles nationaux ou selon les autres juridictions, voir ministère des Sports, de la Culture et du Patrimoine historique.
Le ministère des Sports, de la Culture et du Patrimoine historique est un ministère guinéen dont le dernier ministre est Sanoussy Bantama Sow.

## Titulaires depuis 2010
| Nom | Nom                     | Dates du mandat | Dates du mandat | Gouvernement(s)                |
| --- | ----------------------- | --------------- | --------------- | ------------------------------ |
|     | Thierno Aliou Diaouné   | 15/02/2010      | 24/12/2010      | Doré                           |
|     | Aboubacar Sidiki Camara | 24/12/2010      | 05/10/2012      | Saïd Fofana I                  |
|     | Sanoussy Bantama Sow    | 05/10/2012      | 15/01/2014      | Saïd Fofana I                  |
|     | Domani Doré             | 20/01/2014      | 26/12/2015      | Saïd Fofana II                 |
|     | Siaka Barry             | 26/12/2015      | 23/08/2017      | Youla                          |
|     | Sanoussy Bantama Sow    | 23/08/2017      | 05/09/2021      | Youla, Kassory I et Kassory II |